# 白都真理
白都 真理（しらと まり、1958年〈昭和33年〉12月24日 - ）は、日本の女優。
福岡県出身。福岡県立城南高等学校を経て、桐朋学園芸術短期大学演劇科中退。セント・フォースに所属していた。

## 人物
短大在学中に、ミス・ユニバース関東代表に選ばれる。1979年、NHK大河ドラマ「草燃える」にて女優デビュー。その後は、1984年の映画「人魚伝説」を始め、その他の映画、テレビドラマ、舞台などへ出演していた。
2012年9月7日放送分の『爆報! THE フライデー』（TBS）で、現在神奈川県鎌倉市でワイン茶屋「Vin(ヴァン)茶家 ＯＭＯＴＥ(オモテ)」のオーナーをしていること、女優の杉田かおるとは、従妹であることなどを語った。
2013年、舞台に主演し女優業を再開している。
特技は、乗馬、日舞。

## 出演

### テレビドラマ
- 愛の殺意（1979年、TBS）※ デビュー作
- NHK大河ドラマ（NHK）
  - 草燃える 第31話 - 第33話、第35話 - 第38話（1979年） - 若狭局
  - 徳川家康（1983年） - 達姫→お江与
- 新幹線公安官 第25話「爆発一秒前の告白」（ANB）
- 江戸の牙（1979年、ANB） - 橘紫乃
- 東芝日曜劇場 「牛を売りに来た女」（1979年11月11日、RKB制作） - 秀山咲子
- 未亡人（1980年、MBS）
- 雪姫隠密道中記 第15話「焼蛤剣法の助太刀 -明石-」（1980年、MBS） - 梨絵
- 新・江戸の旋風 第30話「瞼の父娘の子守唄」（1980年、CX・東宝） - お関
- サンキュー先生（1980年 - 1981年、ANB） - 花森晴枝
- 闇を斬れ 第5話「恋姿・謎の美剣士」（1981年、KTV・松竹）
- 桃太郎侍 第243話「阿波から天女がやって来た」（1981年、NTV）
- 土曜ワイド劇場（ANB・ABC）
  - 白い乳房の美女 江戸川乱歩の「地獄の道化師」（1981年） - 麗子
  - 寝台特急「北陸」殺人事件（1985年1月5日） - 神木美也子
  - 整形花嫁の復讐　結婚式に殺しの鐘が三度鳴る! 妖しい肌の完全犯罪（1985年） - 岩本奈津子
  - 探偵・神津恭介の殺人推理4 初夜に消えた花嫁（1986年）
  - 江戸川乱歩シリーズ 黒い仮面の美女（1987年）
  - 京都殺人案内15 音川、完全犯罪に挑む!（1989年）
  - 北海道OL馬主ツアー殺人事件（1991年）
  - L特急踊り子号殺人事件(1991年1月12日） - 君島由紀
  - 家政婦は見た!10（1992年）
  - 花吹雪 女スリ三姉妹（1994年）
- 銀河テレビ小説 「北航路」（1982年、NHK）
- 火曜サスペンス劇場（NTV）
  - 黒いカーテン（1982年） - 上垣良子
  - 女検事・霞夕子2 白い影（1986年） - 大賀八千代
- 新大江戸捜査網 第17話「初恋 飛脚別れ唄」（1984年、TX） - お袖
- 暴れん坊将軍II 第91話「春に出初めの木遣り唄!」（1985年、ANB） - 小糸
- 別れた妻（1985年、THK）
- 赤い秘密（1985年、TBS）
- 金曜ロードショー  / 大江戸神仙伝（1985年、NTV） - 尾形流子
- 金曜女のドラマスペシャル / 女が階段を上る時（1985年、CX）
- 誇りの報酬 第46話「恋のかけら」（1986年、NTV） - 麻生まき
- 松本清張サスペンス・隠花の飾り / 百円硬貨（1986年、KTV）
- 傑作時代劇「半七捕物帳 十手無用の仮面舞踏会」（1987年、ANB） - お粂
- 月曜・女のサスペンス（テレビ東京）
  - 夏樹静子トラベルサスペンス / 青函特急から消えた男 仙台・青森・札幌 女ふたり連続殺人行（1988年） - 大沢柊子
  - 文豪シリーズ / 香港-東京・復讐の誓い（1990年）- 陳美齢
- 水戸黄門 第17部 第24話「殿と呼ばれた格之進 -明石-」（1988年、TBS） - 綾姫
- 大岡越前 第10部 第21話「狙われた赤ん坊」（1988年、TBS） - 深雪
- 続・三匹が斬る! 第7話「黒髪の、尼に乞われて用心棒」（1989年、ANB） - 秋乃
- 長七郎江戸日記 第2シリーズ「妻たちの仇討ち」（1989年、NTV）
- さすらい刑事旅情編シリーズ（ANB）
  - 第1シリーズ 第12話「L特急あずさ2号を待つ女」（1989年）
  - 第2シリーズ 第3話「特急あずさ 二人の女の完全犯罪!?」（1989年）
- はぐれ刑事純情派シリーズ（ANB）
  - 第2シリーズ 第13話「小さな目撃者」（1989年） - 今村映子
  - 第7シリーズ 第6話「女カメラマンの秘密 携帯電話の盲点」（1994年） - 坪田さつき
- 八百八町夢日記 第1シリーズ 第30話「生き別れ、思いの糸」（1990年、NTV） - おぎん
- 男と女のミステリー / 京都結婚指輪殺人事件（1990年、フジテレビ） - 森山真希子
- 記憶の復讐(1991年、テレビ東京)
- 坊さん弁護士・郷田夢栄2（2004年） - 高須真也子
- 浅見光彦シリーズ (TBSのテレビドラマ)「華の下にて」（2004年、TBS） - 鷹取冬江

### 映画
- 徳川一族の崩壊 (1980年)
- 遥かなる走路 (1980年)
- 素人助役奮闘記 (1982年)
- 人魚伝説（1984年）
- 櫂（1985年、東映） - 松井照
- ビッグマグナム 黒岩先生 (1985年)
- 夜汽車（1987年）
- 姐御（1988年）

### 舞台
- 華麗なる遺産（1980年、帝国劇場）
- イーハトーボの劇列車 - 宮澤とし子
- 頭痛肩こり樋口一葉 - 樋口邦子
- その男ゾルバ（ミュージカル、大阪コマ劇場）
- 小さな奇跡の物語（2013年、銀座博品館劇場）

### CM
- 花王「カオーフェザー クリームシャンプー＆リンス」（1979年）
- 森永乳業 森永のデザート（1980年）
- 松坂屋（1980年）

## 音楽
シングル
1. ときめき（ユニオンレコード／UE-518）
  - ときめき - 作詞・作曲：松宮恭子
  - さよならを言う前に - 作詞・作曲：松宮恭子

アルバム
1. 逢いたくてローマ（ユニオンレコード／GU-39）
  - バレンシア - 作詞：三浦徳子／作曲：馬飼野康二
  - freesia my love - 作詞：松本一起／作曲：西谷翔
  - 苦いルージュ - 作詞：三浦徳子／作曲：馬飼野康二
  - さよならを言う前に - 作詞・作曲：松宮恭子
  - 逢いたくてローマ - 作詞：竜真知子／作曲：芳野藤丸
  - ときめき - 作詞・作曲：松宮恭子
  - バルセロナの恋人 - 作詞：竜真知子／作曲：愛佳禾
  - Mecca - 作詞：島武実／作曲：佐久間正英
  - ロードスの夢 - 作詞：松本一起／作曲：西谷翔
  - Mera・メランコリー - 作詞：島武実／作曲：佐久間正英

## 書籍

### 写真集
- 魔性の薔薇－白都真理写真集（1991年、大陸書房）佐藤健撮影 ISBN 4803338027
- 情事（1993年、ベストセラーズ）荒木経惟撮影 ISBN 4584170479
- Caffé santos－白都真理写真集（1995年、ぶんか社）沢渡朔撮影 ISBN 482112047X

### ビデオ
- 愛の覚醒（1992年、大陸書房）